# Scandalo della Banca Romana

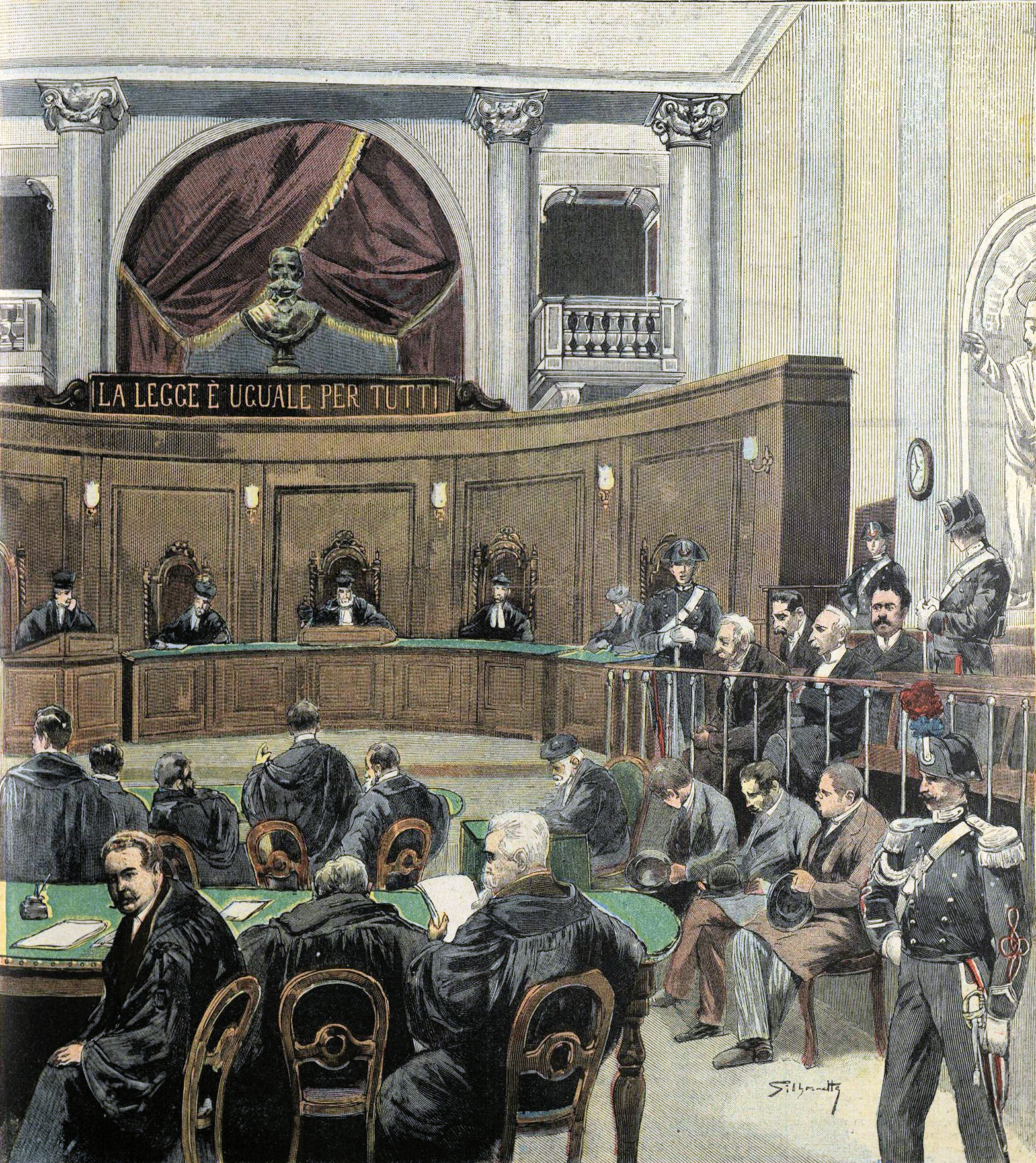
Illustrazione che riproduce l'aula del processo (tratta da La Tribuna illustrata, n. 19, 6 maggio 1894)

Lo scandalo della Banca Romana è stato un caso politico-finanziario di rilevanza nazionale che fu al centro delle cronache italiane dal 1892 al 1894 e che ebbe come elemento centrale la scoperta delle attività illecite del governatore della Banca Romana nel decennio precedente. Furono coinvolti presidenti del Consiglio, ministri, parlamentari e giornalisti. La banca venne liquidata dalla Banca d'Italia, istituita a seguito dello scandalo per riformare il sistema bancario.
Quello in questione fu il primo grave scandalo della storia dell'Italia unita ed emerse a seguito dello scoppio della bolla immobiliare seguita all'istituzione di Roma come nuova capitale del regno, evidenziando la grave crisi di solvibilità della Banca Romana causata dall'aver finanziato l'espansione edilizia e le richieste della classe politica. Venne istituita una commissione parlamentare e un'inchiesta penale che misero sotto giudizio il governo, a partire da Francesco Crispi e Giovanni Giolitti. Il processo si concluse con l'assoluzione di tutti gli imputati e l'erario statale dovette far fronte al buco causato dalla cattiva gestione dei crediti.
La vicenda mise in luce la necessità di istituire un'unica banca centrale per l'emissione della moneta e col potere di decidere la politica monetaria. Le conseguenze politiche furono minime e già nel dicembre 1893 Crispi tornò ad essere presidente del Consiglio dei ministri per la terza volta.

## Contesto storico

### Fondazione della Banca Romana

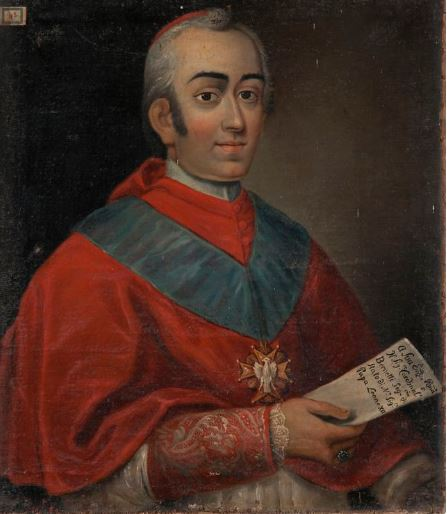
Il cardinale Bernetti

Le origini della Banca Romana risalgono alla Cassa di Sconto, un istituto bancario fondato a Roma il 12 luglio 1825 con la facoltà di emissione di biglietti di banca, che venne chiuso cinque anni dopo con l'estinzione dei depositi e il ritiro della cartamoneta emessa. La società non venne mai liquidata e nel 1834 una notificazione del cardinale Tommaso Bernetti autorizzò la costituzione della Banca Romana, che venne fondata a Parigi, per rogito del notaio Bouard con atto del 5 maggio 1834 e la denominazione Società Anonima per azioni della Banca Romana.
La banca divenne operativa il successivo 5 dicembre. All'istituto venne accordato il privilegio dell'emissione di banconote (all'epoca la valuta corrente era lo scudo romano) nel limite di una riserva aurea indicata in varie fonti in circa 4000000, ma nacque fin dall'inizio sotto i cattivi auspici di interessi privati formulati contro il cardinale Giacomo Antonelli, la cui famiglia prese effettivamente le sue redini. Della sua attività fino ai moti del 1848 le fonti sono avare di informazioni, ma qualche notizia si ricava dai provvedimenti presi durante la Repubblica Romana, come un decreto del Triumvirato che dispose l'emissione di banconote per un totale di 1300000 scudi a un tasso di sconto del 6%, dei quali 900000 da versarsi all'erario senza interessi, i rimanenti - divisi in tre quote - per sostenere il commercio di Roma, Bologna e Ancona.
La banca sembra non disponesse in questo momento di una riserva aurea, plausibilmente confiscata, con l'emissione garantita su varie ipoteche attive sui beni immobili dell'istituto. Alla definitiva caduta della Repubblica, la banca era infatti priva di riserva aurea, ciò che obbligò papa Pio IX a promuovere un riordino del sistema creditizio per il generale sconvolgimento cui erano andati incontro tutti gli istituti. Nel confermarle il privilegio esclusivo dell'emissione, le furono conferite alcune prerogative tipiche della banca centrale (ma non la sorveglianza sul credito), e a sottolineare il ruolo centrale la ragione sociale venne mutata in Banca dello Stato Pontificio. Vennero aperte anche due succursali ad Ancona e Bologna; la sede di quest'ultima divenne nel 1855 un istituto autonomo con la denominazione Banca Pontificia per le 4 legazioni (Bologna, Ferrara, Ravenna, Forlì, ognuna retta da un Cardinale Legato), cosicché lo Stato Pontificio ebbe due banche che godevano del privilegio di stampare banconote.

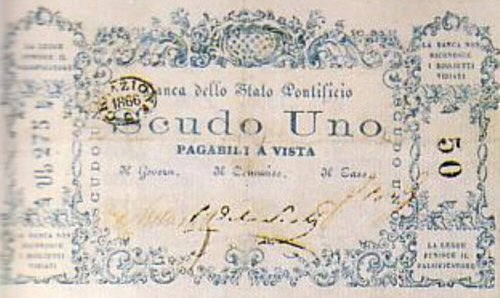
Scudo dello Stato Pontificio
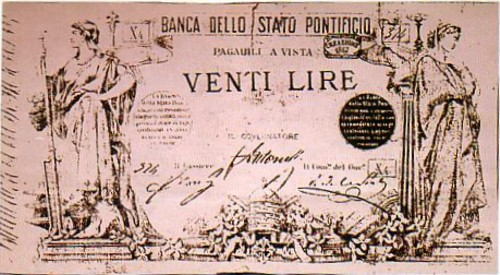
Banconota da 20 lire pontificie
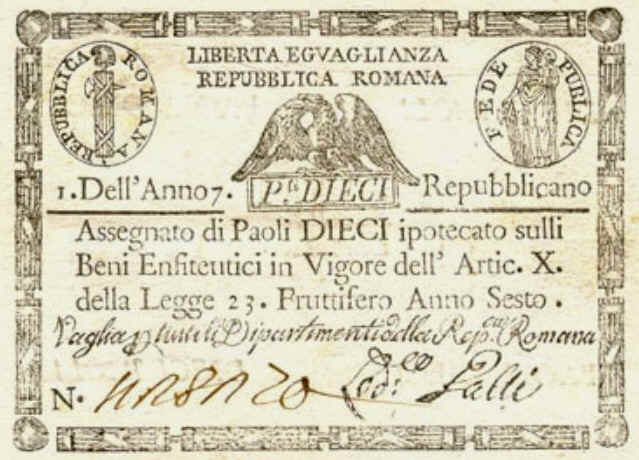
Banconota della Repubblica Romana

### Il riordino degli istituti di emissione
Alla proclamazione del Regno d'Italia, il 17 marzo 1861, la situazione delle banche di emissione italiane è quella riassunta nella tabella che segue:
| Stato pre-unitario      | Istituto di emissione             | Anno | Sistema di conto | Valuta                            |
| Regno di Sardegna       | Banca Nazionale degli Stati Sardi | 1849 | decimale         | Lira nuova del Piemonte           |
| Ducato di Parma         | Banca di Parma                    | 1858 | decimale         | Lira nuova di Parma               |
| Lombardo Veneto         | Banca Nazionale Austriaca         | 1816 | non decimale     | Fiorino di nuova valuta austriaca |
| Lombardo Veneto         | Stab. Mercantile di Venezia       | 1816 | non decimale     | Fiorino di nuova valuta austriaca |
| Granducato di Toscana   | Banca Nazionale Toscana           | 1857 | non decimale     | Lira toscana nuova                |
| Granducato di Toscana   | Banca Toscana di Credito          | 1860 | non decimale     | Lira toscana nuova                |
| Stato Pontificio        | Banca dello Stato Pontificio      | 1850 | decimale         | Lira pontificia                   |
| Stato Pontificio        | Banca delle Quattro Legazioni     | 1855 | decimale         | Lira pontificia                   |
| Regno delle Due Sicilie | Banco delle Due Sicilie           | 1816 | non decimale     | Ducato del Regno                  |
| Regno delle Due Sicilie | Banco dei Reali Domini            | 1850 | non decimale     | Ducato del Regno                  |

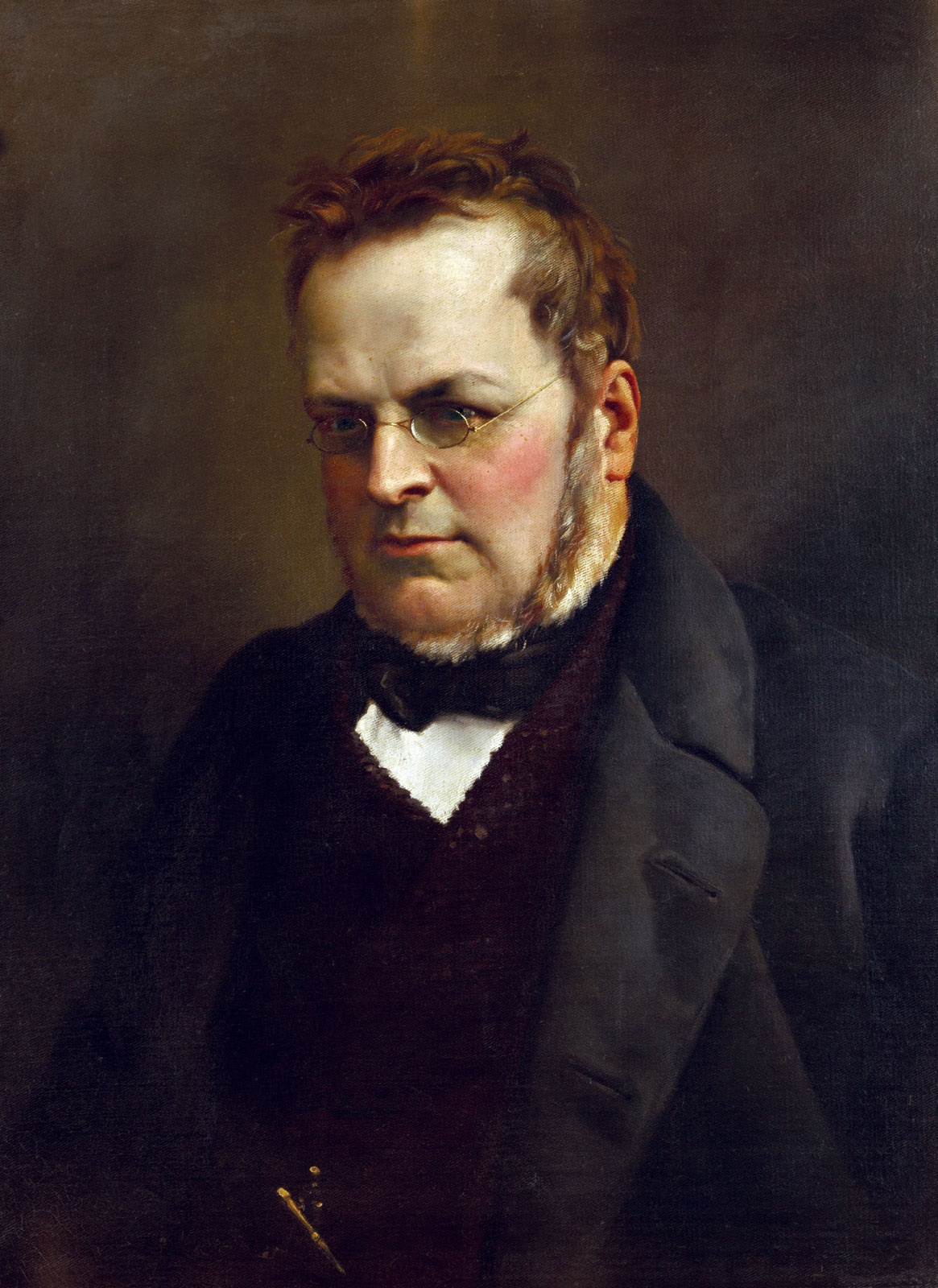
Cavour, primo Presidente del Consiglio dei ministri del Regno d'Italia appena costituito, sosteneva la necessità di un solo istituto di emissione. A tale scopo da ministro delle finanze del Regno di Sardegna aveva promosso la costituzione della Banca Nazionale degli Stati Sardi e ne aveva aumentato da 8 a 40 milioni il capitale sociale

La situazione è complessa in quanto, nella visione politica ottocentesca del settore, il concetto di banca centrale, cioè dell'istituto che esercita la sorveglianza sul credito e decide la politica monetaria, non esisteva, e in ogni caso non se ne ravvisava la necessità. L'Italia giunse all'unificazione politica ed economica in condizioni di arretratezza rispetto ad altri paesi come Francia, Inghilterra e Belgio e il suo sviluppo si basa su agricoltura, turismo e commercio. Per logica conseguenza, pensando che un'eventuale industrializzazione avrebbe seguito caratteri di spontaneità piuttosto che un sostegno politico, la domanda di credito è oltremodo limitata. Senza la possibilità di erogare prestiti e finanziamenti il sistema bancario stagna in operazioni di ordinaria amministrazione, senza alcuna possibilità di crescere e consolidarsi.
La banca di emissione è, in questa situazione, una banca come ogni altra, con in più il privilegio di stampare cartamoneta: non ha i tipici poteri della banca delle banche (riservati alla classe politica), e svolge anche la normale attività di sportello. Se la stampa di cartamoneta si affianca a quella tradizionale dell'istituto di credito, tuttavia, la banca di emissione ha in quegli anni un ruolo centrale nella principale e più proficua attività delle banche, ovvero lo sconto delle cambiali, un marchingegno che lega a stretto giro tutte le realtà tra di loro e coi rispettivi istituti di emissione.
Con la proclamazione del Regno d'Italia, il conseguente riordino degli istituti di emissione si rivelò complesso. La frammentazione pre-unitaria è solo una delle cause, dal momento che lobbysti e politici delle varie regioni italiane esercitano un forte ostruzionismo all'intenzione di Cavour di accentrare tali funzioni nella Banca Nazionale nel Regno d'Italia. Questi ultimi sono sostenuti dall'orientamento prevalentemente liberista dello stato. Se tutti sono del parere che tutte le banche devono godere della totale libertà di emettere titoli di credito di varia tipologia (banconote, assegni circolari, cambiali al portatore), le opinioni divergono sul grado di ingerenza del governo in materia.
Nel breve periodo in cui sopravvive alla proclamazione del Regno d'Italia Cavour riesce a far prevalere, seppure parzialmente, la sua posizione moderata: se non ottiene di accentrare l'emissione in un solo istituto, fa passare almeno la proposta di una legge organica per il settore bancario che preveda la vigilanza sul credito, seppure da parte della politica. Ma riordinare il settore dell'emissione è impresa ardua per la diversa natura delle banche coinvolte, le cui caratteristiche divergono anche diametralmente, e il maggior potere d'influenza politica derivanti del poter "battere moneta". All'istituzione dei primi cinque istituti di emissione si giunge con le seguenti modalità:

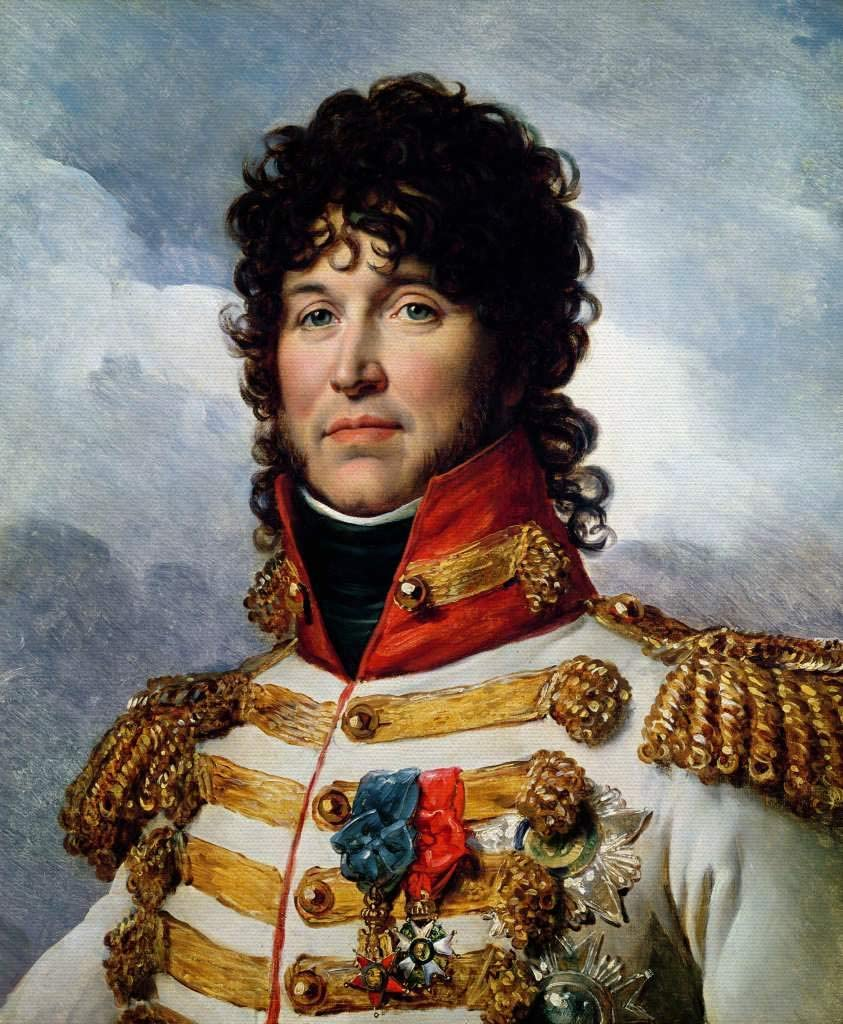
Gioacchino Murat, Re di Napoli dal 1808 al 1815 e fondatore del Banco delle Due Sicilie

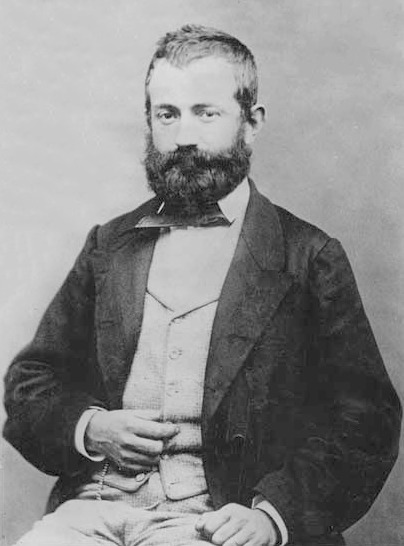
Quintino Sella, fautore del pareggio di bilancio e promotore della tassa sul macinato, il ministro delle finanze che ha presentato più proposte di legge per l'unificazione delle banche di emissione.

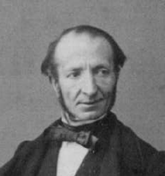
Giovanni Manna, ministro dell'industria nei governi Farini e Minghetti.

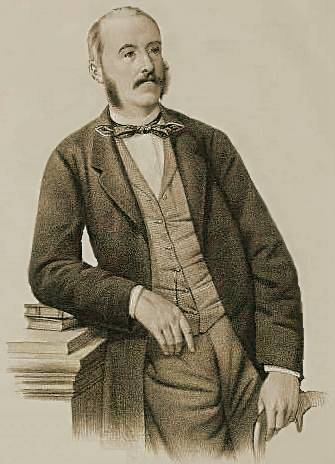
Marco Minghetti, il cui governo propone e fa istituire il Consorzio Obbligatorio degli istituti di emissione

- Regno di Sardegna - Il suo primo istituto di emissione è la Banca di Genova, costituita nel 1844 sulla fortuna economica del locale porto. Unificata in seguito con la Banca di Torino, istituto fortemente voluto da Cavour, dà vita alla Banca Nazionale degli Stati Sardi, trasformata dopo la proclamazione del regno in Banca Nazionale nel Regno d'Italia. Braccio economico dei Savoia durante il processo di unificazione, è il primo istituto di emissione;
- Ducato di Parma - Una vera e propria banca di emissione, la Banca di Parma, viene fondata alla vigilia dell'annessione al Regno, nel 1859, plausibilmente con l'intenzione di farla assorbire dalla banca nazionale. In precedenza, come anche il Ducato di Modena, si appoggiava alla Banca delle quattro legazioni con sede a Bologna. Quest'ultima diventa in via transitoria il suo secondo istituto di emissione dai primi del 1860 al plebiscito di annessione del capoluogo Felsineo (11-12 marzo 1860), e anch'essa è assorbita dalla banca nazionale;

Granducato di Toscana - Non risulta storicamente aver mai avuto una vera e propria politica di emissione monetaria, con le singole banche che emettono banconote di uso locale. Esistono, all'inizio dell'800, una miriade di casse di sconto (di Firenze, Lucca, Arezzo, Siena, Pisa per dirne alcune), che si uniscono nel 1857 nella Banca Nazionale Toscana, alla quale si affianca nel 1860 la Banca Toscana di Credito per le Industrie e il Commercio d'Italia. Nessuna delle due ha un effettivo privilegio di emissione, e continuano ad emettere gli stessi buoni di cassa già circolanti, convertibili in moneta metallica aurea. Entrambe diventano la seconda e terza banca di emissione del Regno;
- Regno Lombardo-Veneto - Non ha mai avuto un istituto proprio, e fino all'ultimo si appoggia alla Banca Nazionale Austriaca, l'istituto di emissione dell'Impero austro-ungarico. Un tentativo in tal senso viene attuato nel 1816 con la creazione dello Stabilimento Mercantile di Venezia, che per alterne vicende nel 1860 esiste solo sulla carta.
Regno delle Due Sicilie - Emette moneta attraverso il Banco delle Due Sicilie, una delle più antiche della penisola, istituto pubblico al contrario di tutte le altre banche, fondate come società per azioni private. Dal 1850 esiste anche il Banco dei Reali Dominii al di là del Faro, che opera in Sicilia, nato dall'unificazione di due banche siciliane[17]. Nel 1860 cambiano rispettivamente nome in Banco di Napoli e Banco di Sicilia, e sono la quarta e quinta banca di emissione del Regno.
- - Banconota della Banca Nazionale Toscana di Firenze.
  - Banconota della Banca Adami di Livorno

L'idea di Cavour di concentrare l'emissione in un solo istituto è stata disattesa, ma anche la sorveglianza politica sull'operato degli istituti viene ridotta a poche azioni che si possono definire di circostanza. La Banca Nazionale del Regno d'Italia, che ha assorbito quelle di Parma e delle Quattro Legazioni e lo Stabilimento Mercantile di Venezia, ha comunque una preminenza di fatto sulle altre, derivante dalla ramificazione in tutto il Regno con ben 55 sedi e succursali attive nel 1865 perfino a Napoli e in Toscana, dove nessuna resistenza parlamentare vale a impedirne la presenza, anno in cui un decreto di Francesco Crispi ne sposta la sede centrale da Torino alla capitale provvisoria di Firenze. La Banca Nazionale, inoltre, appoggia totalmente i Savoia nell'impresa di completare l'unificazione italiana con la presa di Roma, e alla vigilia della terza guerra d'indipendenza eroga allo Stato un mutuo da oltre 250000000 L. per finanziarne le operazioni, ricevendo quale contropartita l'autorizzazione ad emettere banconote in regime di corso forzoso.
Tale facoltà, che rende ancora più saldo il legame di interessi tra la Destra storica, i ceti produttivi settentrionali e la banca stessa, consente alle banconote della Nazionale, ora prodotte senza l'obbligo di detenere una corrispondente riserva aurea e quindi non convertibili in metallo prezioso, di diffondersi in tutto il Paese a scapito delle emissioni limitate degli altri istituti, limitate non solo dal rispetto del controvalore metallico. Se quasi ovunque si possono spendere i biglietti della Nazionale, infatti, quelli degli altri istituti incontrano diffidenza al di fuori delle regioni della banca di emissione, e spesso non vengono accettati. L'emissione è tutt'altro che regolamentata, e a dispetto delle norme in vigore continuano a circolare titoli di credito o banconote abusive (mascherate da assegni circolari o buoni di cassa), emessi da banche minori e società sia finanziarie che di costruzione, che vengono spesso preferiti alle banconote. Per mettere un po' d'ordine in un caos che minaccia di diventare esplosivo il governo Minghetti non trova particolare difficoltà nel far approvare la proposta di istituire un Consorzio Obbligatorio degli istituti di emissione, il cui compito è quello di riunire la politica decisionale e la quantità di biglietti assegnata degli istituti di emissione, nel frattempo diventati sei.

Biglietto fiduciario "abusivo" della Banca Popolare di Vigevano
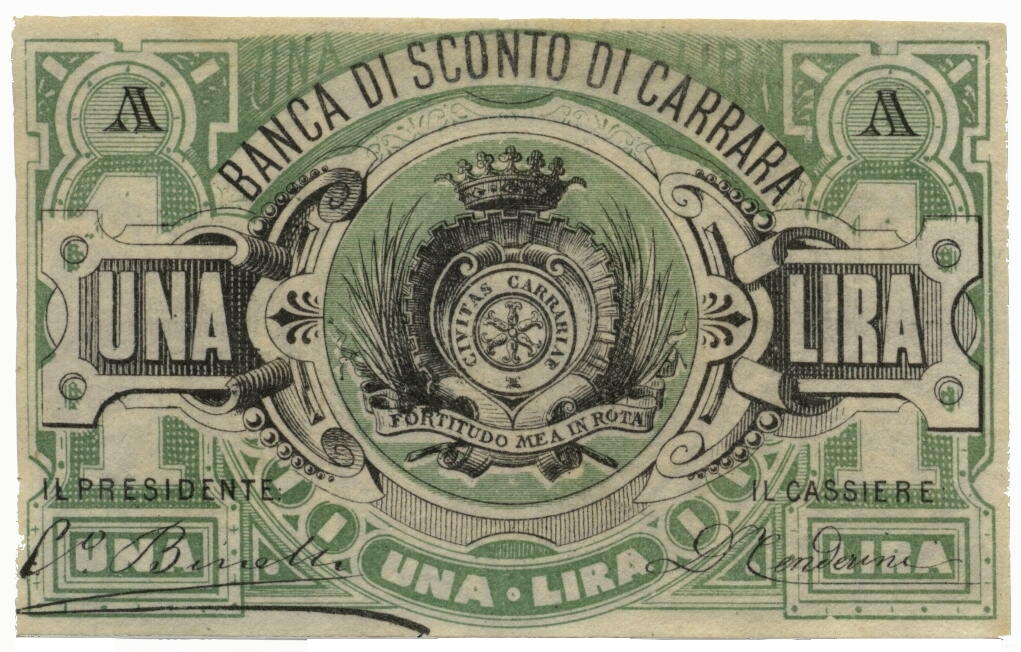
Banconota da una lira emessa dalla Banca di Carrara.
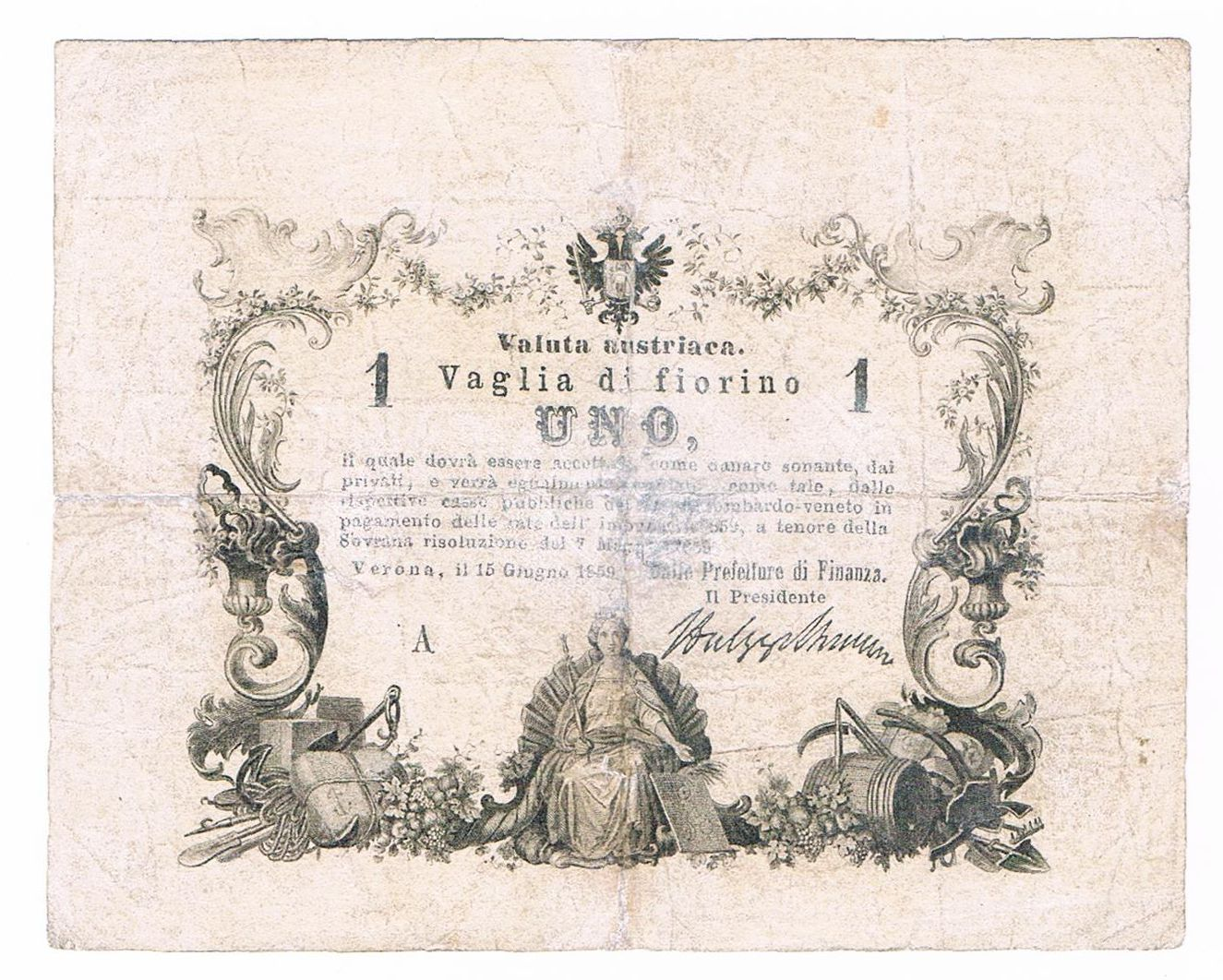
Banconota da un fiorino del Lombardo-Veneto,

## Svolgimento dello scandalo

### L'antefatto

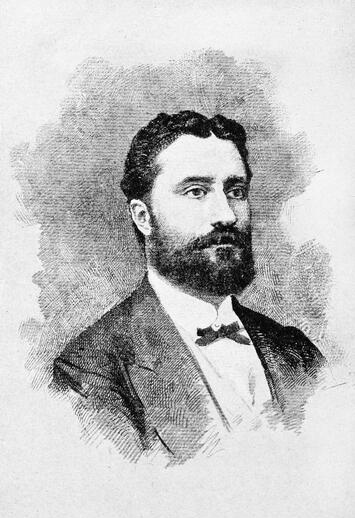
Giovanni Nicotera. La sua manovra per allontanare il Direttore Generale del Banco di Napoli provoca lo scandalo della Banca Romana

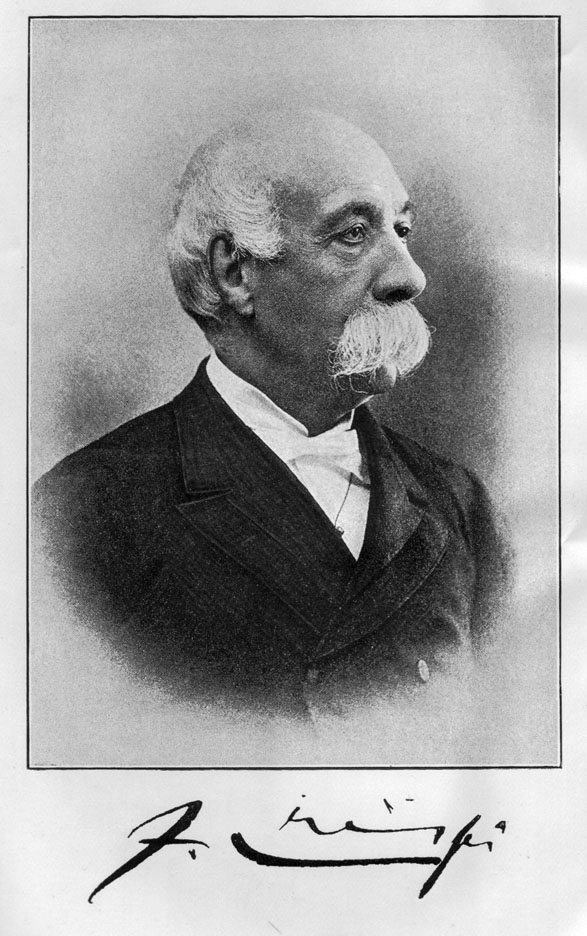
Francesco Crispi, Presidente del Consiglio accusato di aver insabbiato la relazione Alvisi-Biagini.

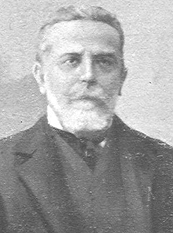
Girolamo Giusso, Direttore Generale del Banco di Napoli

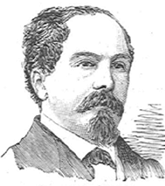
G. Giacomo Alvisi, autore della relazione che evidenzia le irregolarità della Banca Romana

Alle cinque banche finora citate si era infatti aggiunta nel 1871 la Banca dello Stato Pontificio, tornata dopo la presa di Roma alla sua ragione sociale originaria di Banca Romana di Credito. Che la gestione dei sei istituti non sia del tutto scevra da illegalità non è un segreto nei corridoi del Parlamento, tanto è vero che le basi dello scandalo poggiano su una manovra politica che nel 1889 avrebbe dovuto allontanare dalla direzione generale del Banco di Napoli il senatore Girolamo Giusso, particolarmente inviso a Giovanni Nicotera. A ordinare materialmente l'ispezione è Luigi Miceli, ministro dell'industria in carica, su richiesta di Francesco Crispi.
Per dare una parvenza di legalità all'operazione, specie agli occhi dell'estrema sinistra, al momento all'opposizione e decisa ad abbattere il monopolio di fatto della Banca Nazionale, l'ispezione viene estesa a tutti i sei istituti di emissione. Ad eseguirla è chiamato il deputato della sinistra Giuseppe Giacomo Alvisi, Presidente della Corte dei Conti, unanimemente rinomato per la sua rettitudine ed onestà, cui il ministro affianca il capo della divisione credito del ministero, Antonio Monzilli, contestato da Alvisi per l'evidente conflitto di interessi in corso. Alvisi chiede aiuto a Giovanni Giolitti, che per favorirne il lavoro fa richiamare da Piacenza un funzionario in missione del ministero del Tesoro, Gustavo Biagini, mentre Monzilli viene mantenuto nell'incarico con poteri limitati per l'estensione di una propria relazione.
Sia Alvisi sia Biagini sono all'oscuro del vero scopo dell'operazione, e pur riscontrando irregolarità di gestione nel Banco di Napoli (che sono più o meno le stesse degli altri istituti), le ritengono tali da non dover chiedere la destituzione del suo direttore generale. La sorpresa arriva dall'analisi della situazione della Banca Romana, della quale non tornano i conti delle emissioni. Risultano un eccesso nella circolazione di circa 25000000 di lire e l'emissione di banconote da 50, 200 e 1000 per un totale di 9050000 lire, stampate ufficialmente per ritirare dalla circolazione quelle usurate, delle quali sono stati invece riprodotti gli stessi numeri di serie e messe in circolazione come duplicati delle prime, ovviamente non distrutte. La banca risulta inoltre creditrice per cospicue aperture di credito e finanziamenti concessi al settore edilizio durante la grande speculazione ottocentesca per il risanamento di Roma e la costruzione di nuovi quartieri.
| Biglietti                         | Ammontare del valore: | Ammontare del valore: | Ammontare del valore: | Ammontare del valore: |
| Biglietti                         | da L. 50              | da L. 200             | da L. 1000            | totale                |
| --------------------------------- | --------------------- | --------------------- | --------------------- | --------------------- |
| Stampati:                         | 45000                 | 20000                 | 100000                | 165000                |
| Scorta magazzino:                 | −25450000             | −10000                | −48000                | −83450000             |
| Differenza tra stampati e scorta: | 19550000              | 10000                 | 52000                 | 81550000              |
| Annullati o distrutti:            | −4801050              | −1527600              | −558000               | −6860000              |
| Rimanenza:                        | 14748050              | 8472400               | 51442000              | 74663350              |
| Emissione ufficiale (da verbale): | 13698050              | 4472400               | 47442000              | 65613650              |
| Biglietti abusivi:                | 1050000               | 4000                  | 4000                  | 9050000               |

Una banconota da 1000 lire rimasta senza le firme del Governatore e di cassiere e censore.
Banconota da 50 lire, uno dei Biglietti della serie duplicata, con la firma di Bernardo Tanlongo
Banconota da 200 lire con la stampigliatura di annullamento

I risultati dell'ispezione vengono portati da Biagini direttamente nelle mani del ministro Miceli, che alle prese con quel materiale scottante non trova di meglio che ammonirlo sulla estrema gravità delle accuse che sta muovendo. Di fronte all'insistenza del funzionario, che non recede dalle sue posizioni nemmeno alle prese con le accuse di falso di Monzilli, presente all'incontro e ampiamente citato nella relazione, il ministro è costretto a convocare il governatore della banca, Bernardo Tanlongo che, di fronte all'evidenza, è costretto ad ammettere la verità. Le banconote in eccesso sono state stampate a Londra dalla H. C. Sanders & Co. coi numeri di serie di quelle che erano state destinate alla distruzione per usura. Le firme sono state apposte con appositi timbri lontano da occhi indiscreti, ad opera dello stesso Tanlongo, di suo figlio Cesare e del capo cassiere Lazzaroni. Il motivo è compensare il forte ammanco di cassa dovuto alle ardite operazioni di investimento nel settore edilizio, molte delle quali prive di un concreto riscontro con la crisi del mercato immobiliare ormai avviata.
Da abile e spregiudicato affarista quale è, Tanlongo lo rassicura che gli ammanchi verranno immediatamente ripianati, ed in effetti ha già contrattato un prestito di 10000000 di lire con la Banca Nazionale del Regno d'Italia che porta alla constatazione della regolarizzazione dell'ammanco relativo ai poco più di 9 milioni di emissione abusiva. Ulteriori 9000000 di lire sono poi reperiti per tre milioni attraverso un secondo prestito, gli altri sei creando una serie di conti correnti fittizi. Quest'ultima circostanza viene rilevata nella seconda relazione relativa al risanamento dell'istituto, che il Biagini invia non solo al ministro ma anche al senatore Alvisi, avviando la serie di circostanze che di li a poco porteranno allo scoppio dello scandalo e alla decisione di costituire la Banca d'Italia.

### Lo scandalo in Parlamento

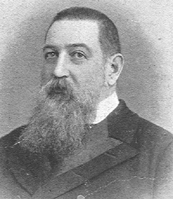
Il senatore Leopoldo Torlonia, capo-censore della Banca Romana ed autore di sottrazioni fraudolente nella riserva dell'istituto.

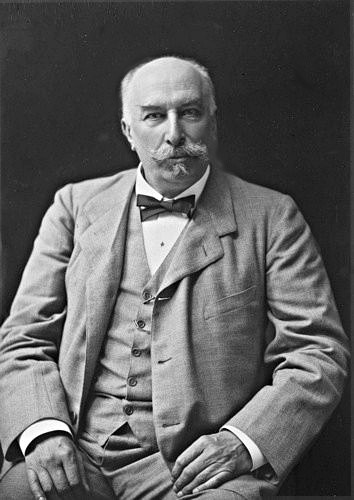
Giovanni Giolitti, ministro del tesoro del governo Crispi II, del quale emergono pesanti collusioni nella gestione della banca. Diventato in seguito capo del governo, sarà costretto alle dimissioni.

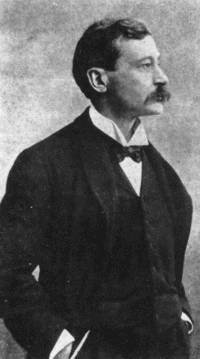
Leone Wollemborg, deputato di Padova, riceve da Alvisi i documenti sulla Banca Romana e mette al corrente della vicenda Maffeo Pantaleoni.

Le voci sulle ispezioni alla Banca Romana, e più ancora sui risultati delle relazioni, circolano sempre più incontrollate nei corridoi del parlamento coi deputati della sinistra che cercano di raccogliere quante più informazioni utili a far passare il loro pluri-bocciato progetto (15 proposte di legge), di affidare l'emissione ad un solo istituto a carattere nazionale senza rapporti col pubblico e con poteri di sorveglianza sul credito. È sulla spinta di queste voci che Crispi chiede al suo ministro del tesoro, Giovanni Giolitti, una copia della seconda relazione sul risanamento della banca. Giolitti la invia prontamente, avvertendo però che si tratta di materiale foriero di gravi conseguenze sia penali che politiche. Crispi, da parte sua, dopo averla letta la mette da parte in favore di una relazione ben più accomodante nel frattempo compilata da Antonio Monzilli, direttamente coinvolto nella vicenda, che riduce a ben poca cosa sia l'ammanco di cassa che la quantità di banconote stampate in eccesso.
Sia Giolitti che Crispi non hanno però tenuto conto della rettitudine di Alvisi che, tormentato dalla coscienza e ormai prossimo a mancare, dopo aver tentato invano di portare la questione alla discussione del Parlamento racchiude tutte le carte dell'inchiesta in una busta che affida al deputato Leone Wollemborg, suo amico personale, al quale chiede di aprirla e farne conoscere il contenuto dopo la sua morte. Wollemborg, un deputato di origine ebraica di Padova all'opposizione sia di Crispi che di Giolitti, dopo aver compreso la reale portata della vicenda, consegna l'incartamento a Maffeo Pantaleoni, direttore del Giornale degli Economisti, allo scopo di far deflagrare la bomba in Parlamento. Pantaleoni, a sua volta, in un incontro a Montecitorio il 10 dicembre 1892 ne mette al corrente Napoleone Colajanni, un deputato di sentimenti repubblicani che della cosa sapeva solo quello che le voci ricorrenti dicevano.

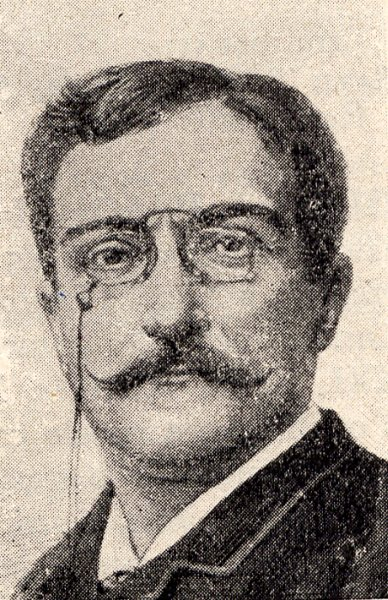
Bernardino Grimaldi, Ministro del tesoro.

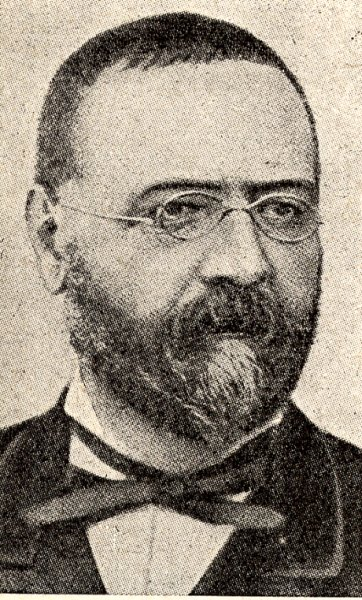
Pietro Lacava, Ministro dell'agricoltura, dell'industria e del commercio.

La data dell'incontro non è casuale, dal momento che di lì a dieci giorni la Camera dei deputati è chiamata a discutere il progetto di legge dei ministri del commercio, Pietro Lacava, e del tesoro, Bernardino Grimaldi, che intende prorogare di sei anni l'emissione di banconote in corso forzoso, nel frattempo esteso a tutti gli istituti. E in quella seduta, dopo essere rimasto in silenzio durante la discussione sulla validazione degli eletti, interviene subito dopo il relatore, denunciando nei minimi particolari l'insabbiamento delle irregolarità accertate e documentate fin dal 1889.
(Discorso di Colajanni alla Camera, seduta del 20 dicembre 1892.)
All'attenzione del Parlamento vengono portati non solo gli ammanchi di cassa per investimenti privi di riscontro, compensati con l'emissione abusiva di banconote, ma la gestione finanziaria del tutto personale del governatore Tanlongo e dei suoi diretti collaboratori, il capo cassiere Lazzaroni e il capo-censore principe Torlonia. Un capitolo non meno esplosivo della relazione Alvisi-Biagini, infatti, analizza la situazione della cassa, della riserva di carta per la stampa delle banconote e dei timbri per stampigliare le firme sui biglietti forniti dallo stampatore. La prima, in particolare, è ricolma di cambiali pluri-rinnovate da anni ed anni, molte a scadenza anche decennale, per un totale di oltre cinque dei 44 milioni di lire che ne costituiscono il patrimonio. Le tre chiavi del caveau che contiene il denaro e la riserva aurea, inoltre, non sono in possesso dei tre funzionari (come previsto dalla normativa vigente), ma del solo cassiere, che ne dispone in proprio e per gli altri due.
Della riserva di carta e dei timbri, per contro, può disporre il solo Tanlongo, unico possessore delle relative chiavi, custodite in una cassaforte personale. Dai 44 milioni ora citati, inoltre, devono esserne esclusi, in quanto non reali, altri 12 relativi a conti correnti attivi, prelevati sul fondo depositi fruttiferi, e perciò destinati ad investimenti brevi, perché soggetti a pronti eventuali rimborsi, erano stati aperti invece per la massima parte a lunga scadenza mascherando abilmente la cosa nella situazione contabile. Fra i correntisti debitori vi figurava lo stesso governatore della Banca per 1169000 lire, che riversò in cassa alla vigilia della verifica. Vi figurava altresì un conto corrente di tre milioni di debito personale del presidente del Consiglio di censura della Banca, il quale debito appariva figurativamente garantito da una speciale obbligazione del debitore e della sua consorte, depositata presso la Banca; ma che però poi fu rinvenuta fra i depositi in cassa.
La mattina dopo i quotidiani aprono con titoli a tutta pagina. Lo scandalo della Banca Romana diventa pubblico, e con lo scandalo emerge che le banche italiane si sono impegnate in prestiti a lungo e lunghissimo termine soprattutto nei settori dell'edilizia e dell'industria (dei quali non di rado condividono gli azionisti), rimanendone di fatto legate per milioni e milioni di lire in crediti sempre più inesigibili per la contemporanea crisi economica e il crollo del mercato immobiliare. Le banche, è la sostanza del discorso, fanno prestiti ed aprono linee di credito senza le necessarie garanzie, rinnovando continuamente cambiali senza avallo e mascherando gli scoperti con conti correnti e titoli di credito fittizi, il tutto a danno dei piccoli clienti, che non riescono ad avere indietro il proprio denaro per mancanza di fondi. La situazione della Banca Romana non è diversa.
Tanlongo, Lazzaroni e Torlonia erogano soldi non propri a qualsiasi persona influente che glieli chieda, denaro che appartiene ai clienti che lo hanno depositato e che la banca dovrebbe utilizzare solo per investimenti al breve periodo, e quando questo denaro comincia a scarseggiare iniziano a "fabbricarlo" in proprio commissionando la stampa delle banconote a un tipografo londinese che si premura di imprimere i numeri di serie forniti dall'ordinante. E con lo scandalo sulle prime pagine finiscono anche i nomi dei politici ad altissimo livello che hanno ottenuto prestiti fraudolenti, tra i quali spiccano quelli di Depretis e Giolitti (cui si contesta anche la proposta di nomina a senatore di Tanlongo), per non parlare della pletora di parlamentari, giornalisti compiacenti che accomodano le notizie, funzionari ministeriali, faccendieri, costruttori, imprenditori.

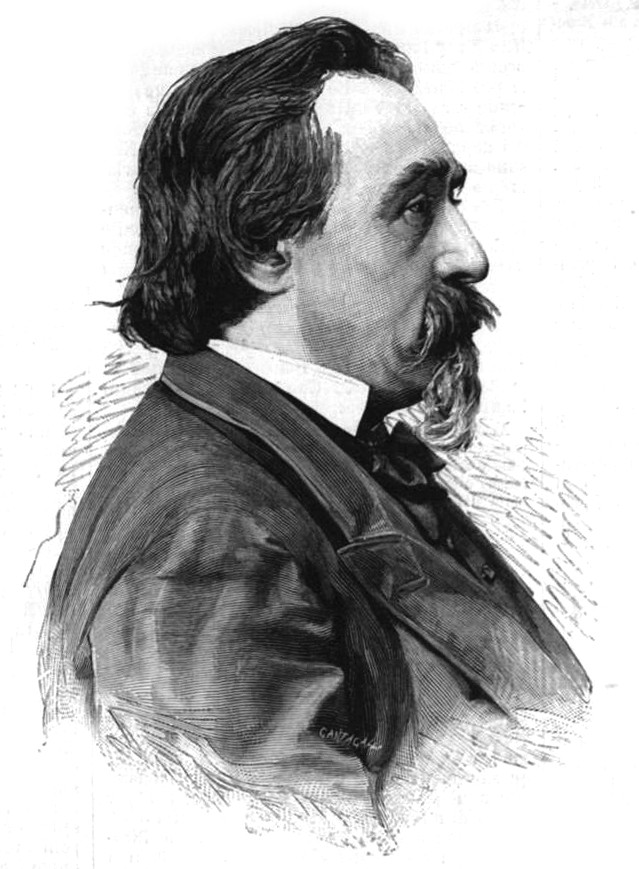
Il Senatore Gaspare Finali, chiamato a presiedere la Commissione d'inchiesta parlamentare sulle banche.

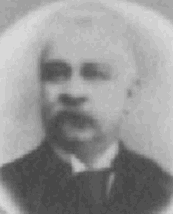
L'avvocato Enrico Martuscelli, incaricato di compiere la seconda ispezione alla Banca Romana.

A seguito della denuncia di Colajanni la Camera deve giocoforza rinunciare al progetto di legge Lacava-Grimaldi, approvando una proroga di soli tre mesi al corso forzoso. Dopo una concitata discussione con scambi di accuse (Crispi e Giolitti), e tentativi di difesa (Miceli, accusato di aver insabbiato i risultati della prima ispezione), l'aula è costretta a dare via libera a una nuova commissione d'inchiesta, istituita con un decreto reale firmato d'urgenza il 30 dicembre, denominata "Commissione d'inchiesta parlamentare sulle banche", nome che sottintende un'indagine ad ampio giro su tutti gli istituti bancari operanti nel territorio del Regno d'Italia (nell'anno 1892 erano 877), e non solo su quelli di emissione oggetto dell'iniziativa.
Il coordinamento dell'inchiesta vera e propria è affidato al senatore Gaspare Finali, già ministro del commercio nel secondo governo Minghetti e del tesoro nel futuro governo Saracco, con una lunga esperienza alla Corte dei Conti e alla Direzione Generale Tasse e Demanio del Ministero delle finanze. L'ispezione della Banca Romana è affidata all'avvocato Enrico Martuscelli, deputato, presidente di sezione della Corte dei conti e successore di Girolamo Giusso alla direzione generale del Banco di Napoli, il quale richiama da Forlì (dove era stato mandato per allontanarlo dalla questione), Gustavo Biagini.
Lo scopo dell'indagine è duplice: da una parte confermare i risultati della relazione Alvisi-Biagini, dall'altra andare più a fondo laddove la precedente inchiesta si è arenata per gli ostacoli frapposti in sede politica, dando piena comunicazione dei lavori, oltre che al presidente della commissione parlamentare, al giudice istruttore che nel frattempo, stante le notizie di reato ormai di pubblico dominio, ha aperto un fascicolo intestato inizialmente a Tanlongo, Lazzaroni e Torlonia.

### Le inchieste
(Comunicato ufficiale della Magistratura.)

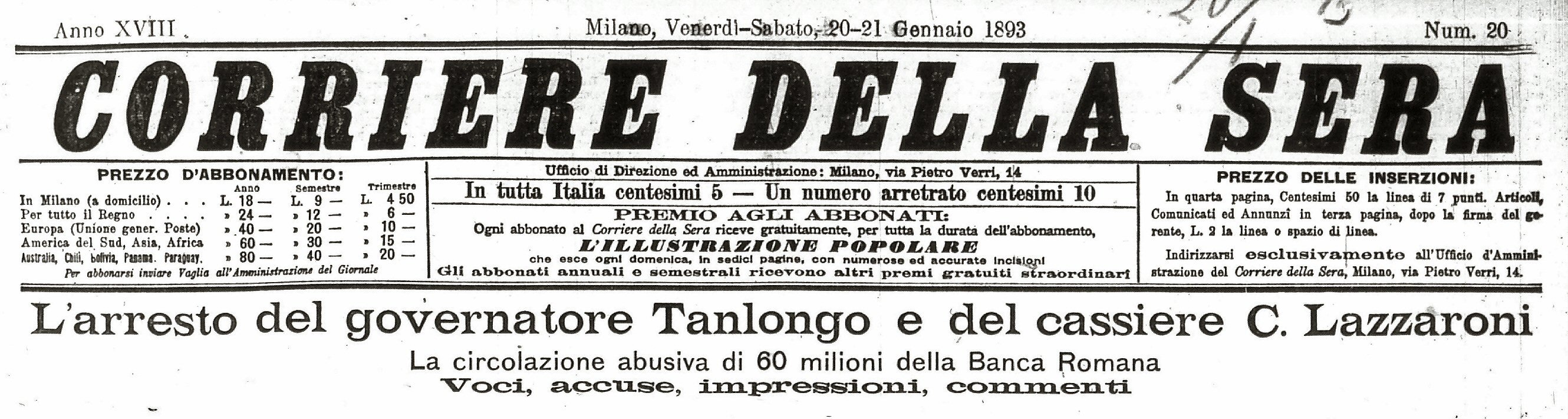
Il Corriere della Sera dà notizia dell'arresto di Tanlongo e Lazzaroni.

Il 19 gennaio 1893, 19 giorni dopo l'esplosione dello scandalo, Tanlongo, Lazzaroni e Torlonia sono tratti in arresto e portati a Regina Coeli. Vengono arrestati anche un figlio di Tanlongo, Pietro, un nipote di Lazzaroni, Michele, e Antonio Monzilli, il funzionario del Tesoro autore della relazione accomodante servita da pretesto a Crispi per insabbiare la relazione Alvisi. La magistratura ne dispone la custodia cautelare allo scopo di evitare l'inquinamento delle prove. Coi mandati di cattura sono emessi altrettanti ordini di perquisizione nelle abitazioni e negli uffici degli indagati, che durano per l'intera giornata, durante la quale i difensori del governatore, avvocati Fortis e Daneo, tentano invano di invalidare l'arresto opponendo l'immunità parlamentare.. Il 22 gennaio viene arrestato anche Vincenzo Cuciniello, Direttore Generale del Banco di Napoli, datosi alla latitanza ai primi di dicembre lasciando uno scoperto di 2400000 lire, che per sfuggire alla polizia si era travestito da sacerdote cattolico, del quale emergono da subito pesanti connivenze con l'operato di Tanlongo.

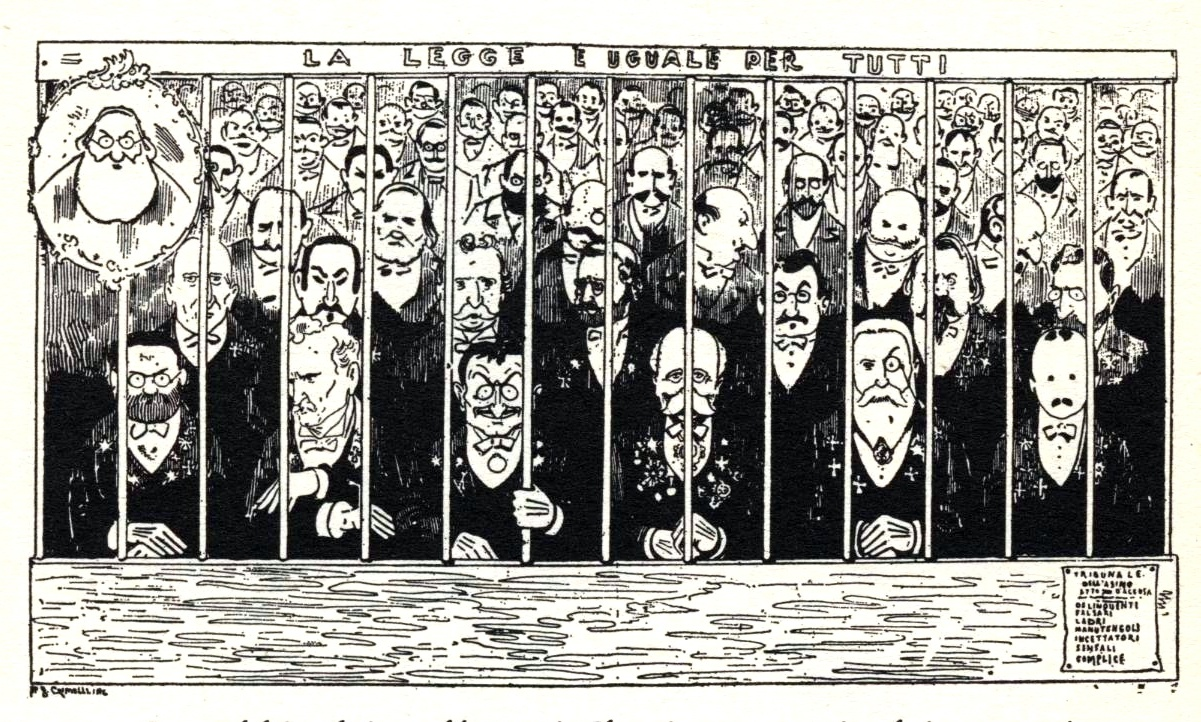
Vignetta di Gabriele Galantara sul settimanale satirico socialista L'Asino raffigurante i politici coinvolti nello scandalo alla sbarra

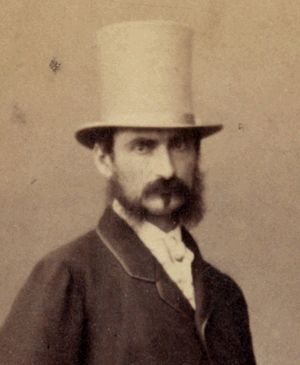
L'on. Carlo Prinetti chiede nella sua interrogazione se sia vero che "siano state fatte dall'autorità politica nelle case Tanlongo e Lazzaroni e nella Banca Romana perquisizioni e asportazioni di documenti, che sarebbero state di competenza dell'autorità giudiziaria; se è vero che il giudice istruttore abbia aspettato quattro giorni dopo l'arresto a interrogare il commendatore Tanlongo; e quali provvedimenti abbia preso il ministro per impedire il ripetersi di simili inconvenienti".

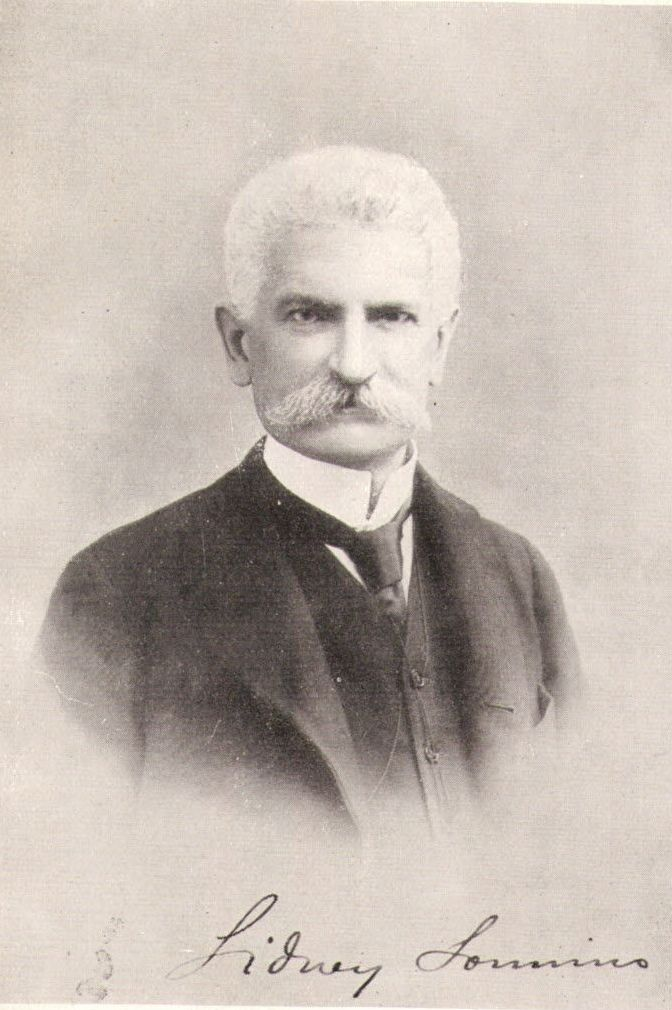
L'on. Sidney Sonnino chiede nella sua interrogazione se sia vero: "1° che l'arrestato Direttore generale della Banca Romana non sia stato ancora interrogato dal giudice istruttore; 2° che le carte sequestrate in perquisizioni fatte presso qualche amministratore della Banca Romana o alla sede della Banca stessa, siano state rimesse all'autorità politica prima che all'autorità giudiziaria".

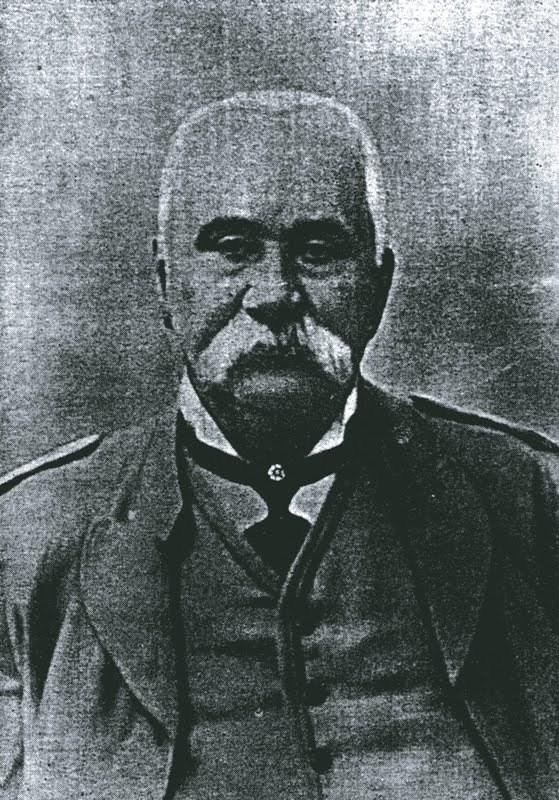
Achille Fazzari.

Dal carcere Tanlongo, interrogato sia dai giudici che dalla commissione parlamentare, fa subito sentire la sua voce, e lancia precise accuse a tutta la classe politica, in particolare nei confronti di Giolitti (che dal 15 maggio 1892 presiede il suo primo governo), che a suo dire lo hanno abbandonato dopo aver attinto a man bassa dai fondi della banca. Le sue affermazioni sono confermate dall'ispezione in corso e dal sequestro agli indagati di documenti che pur non facendo nomi e cognomi recano cifre ben precise. L'on. Giolitti, dal canto suo, deve affrontare 19 interrogazioni parlamentari in cui si accusano capi di governo, ministri e parlamentari di aver largamente attinto dalle banche per le proprie spese elettorali, compensandole con tutta una serie di norme che ne aumentavano i privilegi a danno del credito e dell'economia nazionale. Gli stessi uomini sono accusati di furto e distruzione di documenti compromettenti, provenienti dalle case degli indagati e dai ministeri, e di interventi nei confronti del giudice istruttore per ritardare gli interrogatori e allungare i tempi dell'inchiesta. Personalmente a Giolitti, ministro del tesoro del secondo governo Crispi, sono mosse le accuse di aver occultato la relazione Alvisi, proposto la nomina di Tanlongo a senatore e aver speso per le proprie campagne elettorali denaro della cui provenienza illecita era ben consapevole.
Le due inchieste, parlamentare e giudiziaria, portano comunque a risultati tutt'altro che conclusivi, e sono anzi apertamente ostacolate da una serie di complicità e connivenze a vario livello tra politici, indagati e giornalisti.

#### I documenti scomparsi
Sull'inchiesta pesa come un macigno la fondamentale testimonianza che Ferdinando Montalto, un integerrimo funzionario di Polizia poco più che trentenne, rende sia alla commissione parlamentare che al giudice istruttore. Il Montalto ha partecipato all'arresto di Tanlongo, alla perquisizione del suo domicilio e degli uffici della banca, e in barba alle molteplici minacce ricevute accusa senza mezzi termini i suoi superiori di aver operato, in complicità con Tanlongo e il Procuratore del Re, la sottrazione di due terzi dei documenti inventariati in sede di sequestro. "Io avevo avuto ordine dall'ispettore, che era li presente [nella casa di Tanlongo, n.d.a.] di mettere da parte tutte le carte aventi il timbro della Camera dei deputati, del Senato o di altra autorità politica, o che contenessero firme di uomini politici", afferma precisando di aver raccolto due pacchi di incartamenti tanto voluminosi da dover essere impacchettati e sigillati sul pavimento, non essendo nessun tavolo abbastanza grande da contenerne anche solo uno.

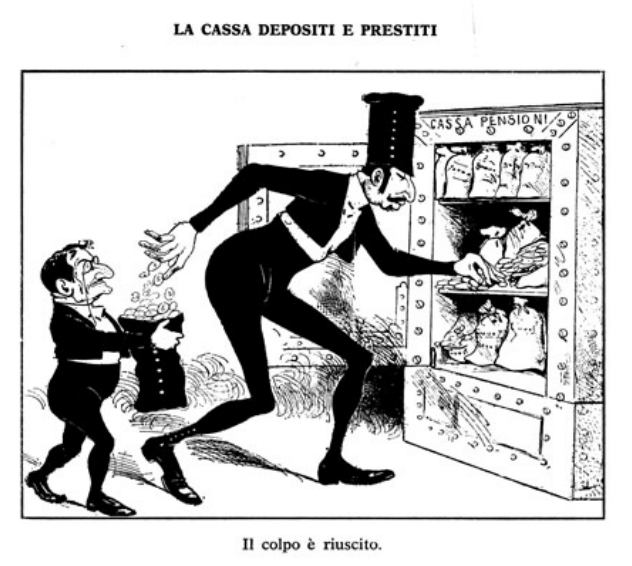
Vignetta su L'Asino, raffigurante Giovanni Giolitti e Bernardo Tanlongo intenti a svaligiare la Banca Romana

Queste carte "erano tutte di uomini politici o qualificati, e contenevano richieste di denaro o ringraziamenti". Senza il benché minimo tentennamento di fronte alle minacce di essere indagato per falsa testimonianza dichiara di essere stato invitato dal suo superiore a rincasare data l'ora tarda, sostituito da un collega giunto nel frattempo, per tornare la mattina dopo alle otto, e di aver notato che mentre andava via i suoi colleghi stavano rimettendo mano ai due involti alla presenza di Bernardo e Pietro Tanlongo. Al suo ritorno gli vengono presentati due verbali di sequestro da firmare in luogo di quello compilato e sottoscritto la sera prima, corrispondenti a due nuovi involucri che sommano "circa un decimo" dei documenti selezionati la sera prima, verbali che Montalto firma sotto la minaccia di azioni disciplinari.

#### Il caso Fazzari
Una parte consistente del tempo e delle risorse delle due inchieste riguarda Achille Fazzari, l'acquirente di ciò che restava delle Ferriere di Mongiana, che ha negoziato con la Banca Romana un cospicuo prestito di 5000000 di lire (corrispondenti a 20 milioni di euro attuali). L'attenzione deriva dalla possibilità che l'operazione sia una facciata per nascondere uno dei tanti finanziamenti illeciti ai politici, anche perché l'erogazione del prestito è stata favorita, seppure per ragioni di amicizia, da politici di primo piano come Giovanni Nicotera. Interrogato in proposito il Fazzari, tra i pochi a solidarizzare con Tanlongo dopo il suo arresto, conferma la richiesta, dimostra di aver ricevuto e speso al momento 3.800.000 lire e il conferimento, a garanzia del debito, di un'ipoteca sui fabbricati delle ferriere per 20 milioni. Sia il parlamento che la magistratura non si "accontentano" di questo accertamento e fanno le pulci all'intera pratica senza trovare nulla di significativo, col chiaro intento - affermano alcune interpellanze - di ritardare gli esiti delle inchieste, aggiungervi materiale inutile ai fini probatori.

#### Il delitto Notarbartolo

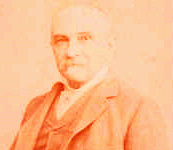
Emanuele Notarbartolo di San Giovanni.

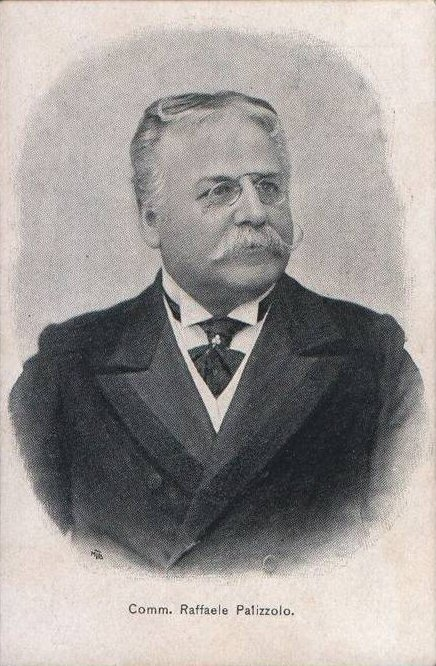
Raffaele Palizzolo, amministratore del banco di Sicilia e deputato, accusato di essere il mandante dell'omicidio Notarbartolo. Processato e condannato in primo grado a 30 anni, viene assolto in appello per insufficienza di prove.

Sindaco di Palermo dal 26 ottobre 1873 al 30 settembre 1876, patriota e fervente sostenitore di Garibaldi, Emanuele Notarbartolo di San Giovanni nel 1876 viene chiamato a dirigere il Banco di Sicilia dopo la lunga direzione del duca Giulio Benso Sammartino Della Verdura, direzione caratterizzata da un utilizzo spregiudicato delle risorse dell'istituto per gli scopi personali dei suoi amministratori.
Incaricato del risanamento Notarbartolo introduce un regime di severa austerità, ordina il rientro di tutti gli scoperti, anche per via giudiziale, e limita i finanziamenti alla presentazione di solide garanzie. La sua azione è ovviamente malvista dai responsabili della precedente gestione, anche se la denuncia del loro operato al ministro Miceli rimane lettera morta, come è del resto già stato per la relazione Alvisi-Biagini. Nonostante vari tentativi di intimidazione (culminati col suo rapimento del 1881, cui segue il pagamento un riscatto di 50000 lire), il Notarbartolo prosegue imperterrito per la sua strada, e per alcuni anni (forse perché l'istituto è ancora dipendente dal Banco di Napoli), viene lasciato in pace. Il legame col procedimento relativo alla Banca Romana nasce dall'amicizia di Notarbartolo con Napoleone Colajanni, al quale ha passato dati utili alla denuncia in Parlamento, e dal tempismo con cui l'omicidio (consumato in treno il 1º febbraio 1893), vanifica la manifestata intenzione del giudice istruttore e della commissione parlamentare di ascoltarlo.

#### I debiti onorevoli
Gli atti dell'inchiesta parlamentare sono ricolmi di accertamenti sulle sofferenze (leggi debiti), che una pletora di parlamentari, cittadini che contano e comuni ha con questa o quella banca. Centinaia e centinaia di cambiali, anche per cifre irrisorie, sono passate al setaccio anche quando appare evidente da una prima analisi che si tratta di normali rapporti istituto-cliente, che il denaro è stato impiegato per spese che niente hanno a che vedere con la politica e che i debiti sono opportunamente garantiti. L'istruttoria romana viene letteralmente inondata da una montagna di carteggi relativi ad operazioni condotte da uomini politici presso la Banca Romana per ottenere fondi per le proprie campagne elettorali, operazioni che presentano tutti i riscontri del caso, le necessarie garanzie e quindi del tutto inutili ai fini dell'istruttoria, che cerca invece prove dei finanziamenti illeciti mascherati con operazioni bancarie inesistenti e conti correnti fittizi. Che ci sia un intento ostruzionistico appare evidente dalle istanze dei difensori degli imputati per ascoltare tutte le persone nominate nei fascicoli, più volte reiterate e solo in parte accolte.

## Processo
(Dalla deposizione di Bernardo Tanlongo al processo.)

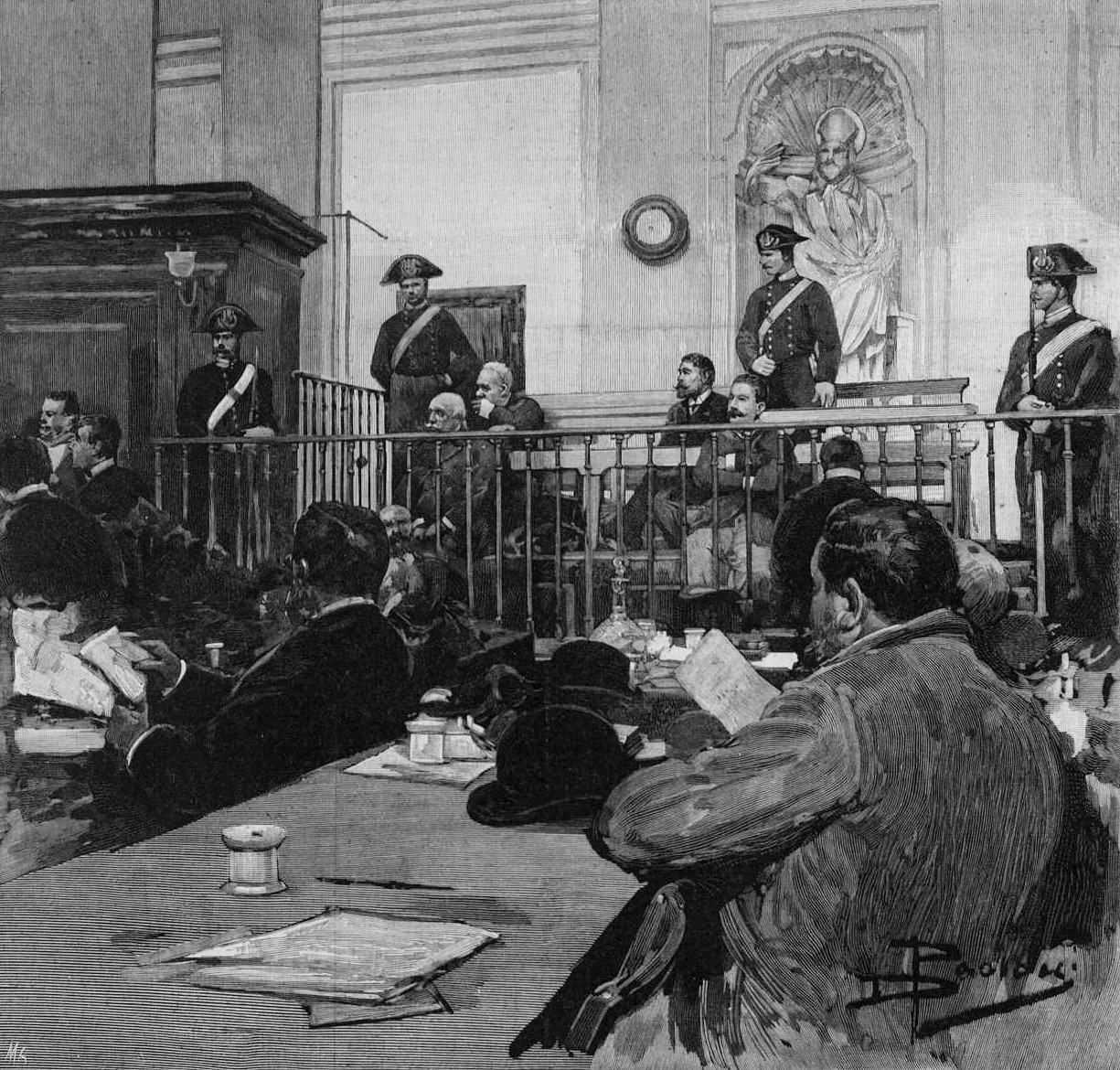
Una seduta del processo ai dirigenti della Banca Romana.

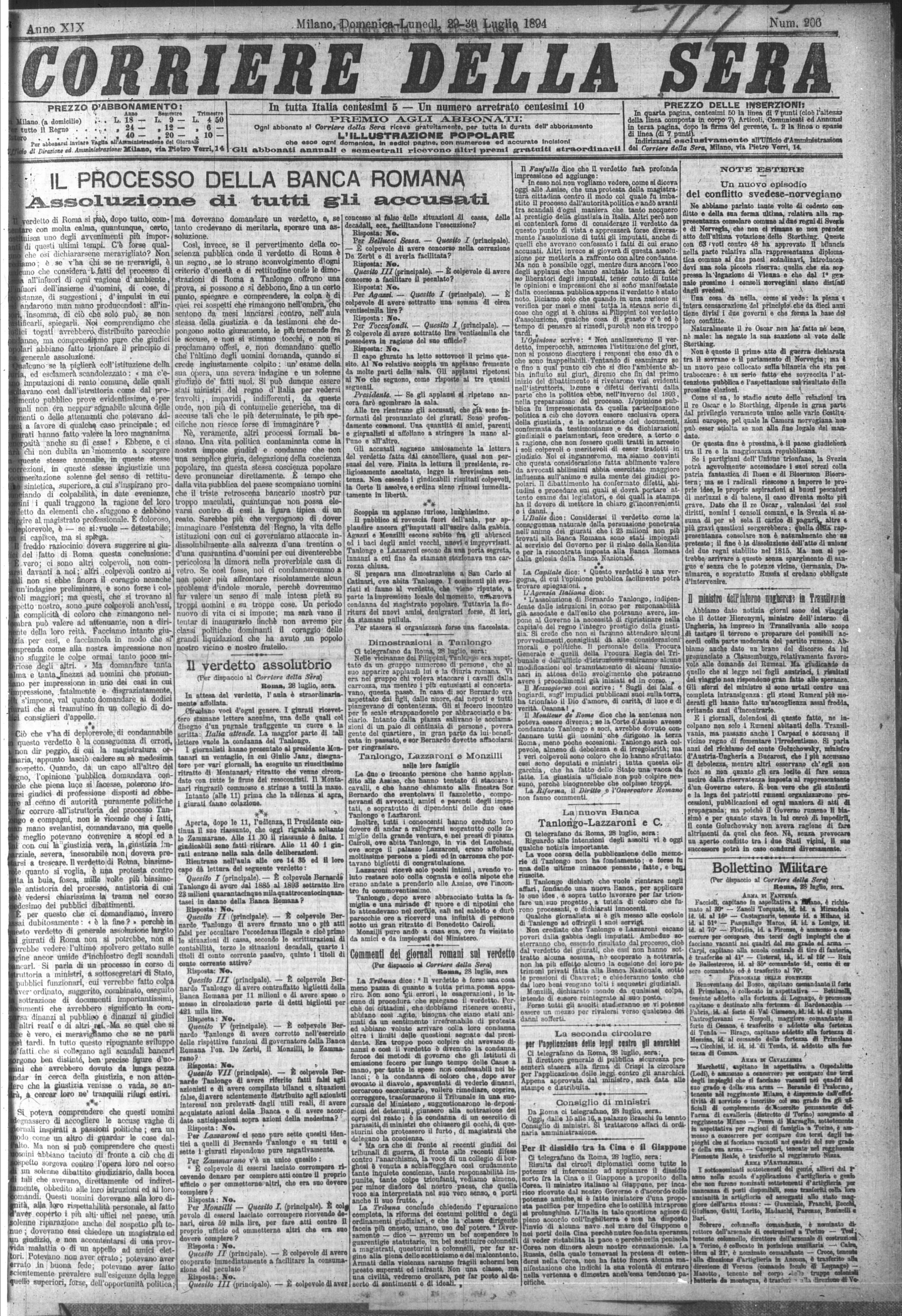
L'esito del processo sul Corriere della Sera

Se l'inchiesta parlamentare, che fece piena luce sul coinvolgimento nello scandalo di tutta la direzione centrale della Banca Romana, dà i frutti sperati a chi sostiene la necessità di un istituto di emissione esclusivo, non altrettanto avviene per quella giudiziaria, condotta con superficialità e in tempi oltremodo ristretti rispetto alla mole di materiale che la compone. Dall'arresto di Tanlongo e soci (19 febbraio 1893), si giunge all'ordinanza di rinvio a giudizio il successivo 18 luglio. Alla sbarra sono chiamati a comparire Bernardo e Pietro Tanlongo e Cesare Lazzaroni (falso, peculato di 28 milioni, fabbricazione e spaccio di biglietti falsi); Michele Lazzaroni (peculato di 5 milioni, falso e complicità in falso); Antonio Monzilli (corruzione, complicità in falso e peculato); Bellucci Sessa (complicità in peculato e corruzione di pubblico ufficiale); gli impiegati della banca Lorenzo Zammarano (corruzione passiva); Angelo Mortera (appropriazione indebita); Giovanni Agazzi, Pietro Toccafondi e Alfredo Paris (peculato). L'ordinanza è un capolavoro di servilismo nei confronti della classe politica, che non viene minimamente toccata dal procedimento nonostante le dichiarazioni degli imputati abbiano fornito dettagli circostanziabili. La sottrazione dolosa dei documenti, che se non viene menzionata nemmeno viene negata, è uno dei perni su cui ruota un procedimento dove il vero giudice è la pubblica opinione dei semplici cittadini, specie di chi ha trovato nel "sor Bernardo" un'ancora di salvezza ai propri problemi economici.

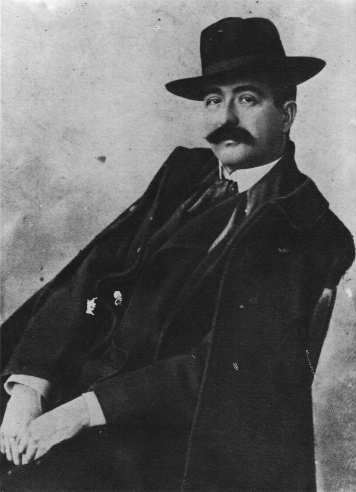
Pietro Gori, giornalista di idee socialiste

Come scriverà Pietro Gori a commento delle assoluzioni le attese condanne non ci furono, forse perché ai giurati romani doleva colpire gli "strumenti" del maleficio pubblico mentre i veri "autori" restavano impuniti, e non è detto non abbiano tenuto conto che il tanto vituperato governatore, da molti additato come "ignobile" e "ladro", alla fine nemmeno si è personalmente arricchito, appropriandosi di poco meno di 4000 lire (circa 16000 euro attuali, cifra irrisoria rispetto ai milioni dei politici) in gran parte utilizzate per pagare alcuni debiti dei suoi figli.

### Versioni contrapposte
Il processo è relativamente breve rispetto alla mole degli atti e alle molte domande cui le inchieste non hanno potuto dare risposta. Il dibattimento è monopolizzato dalla corsa al proverbiale si salvi chi può di parlamentari e uomini d'affari, ma grande attenzione è riservata alla scomparsa dei documenti sequestrati a Tanlongo. L'ex governatore, consapevole di non essere più utile a nessuno, può infatti confermare al processo le accuse mosse sia a Crispi che a Giolitti dal momento che non è più in possesso delle carte che possono comprovare le sue affermazioni.
Una contraddizione emersa dalla deposizione di Edoardo Felzani, anzi, insinua nella corte il dubbio che le carte non siano state distrutte. Per chiarire l'accaduto, stante la testimonianza di Ferdinando Montalto - confermata al processo senza la benché minima esitazione, e anzi con l'aggiunta di ulteriori dettagli - la corte, oltre a Felzani, convoca l'ispettore Eugenio Mainetti, i delegati Tito Perfetti, Luigi Capra, Ercole Graziadei e il dottor Francesco Bianchi, il medico che ha redatto il certificato che ha impedito l'immediata traduzione in carcere del governatore. Pressati dal presidente della corte e dal pubblico ministero si contraddicono sia tra loro, sia con le dichiarazioni rese in istruttoria e alla commissione dei Sette.
Alcuni negano la riapertura dei plichi formati la sera del 19 gennaio 1893, altri ammettono che si è fatto un secondo esame degli incartamenti senza togliere nulla, altri ancora, certo temendo l'incriminazione, ammettono che è stata effettuata una selezione e che i verbali agli atti del processo sono quelli redatti al mattino presto, dopo lo scarto del materiale messo insieme la sera prima. A precisa domanda del pubblico ministero nessuno dei testimoni fornisce comunque una spiegazione convincente ad un dato di fatto: se le carte non erano importanti ai fini processuali, come si continua ad insistere, per quale motivo sono state fatte sparire?

### Posizione del Re

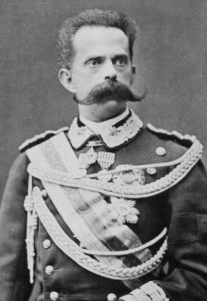
Re Umberto I.

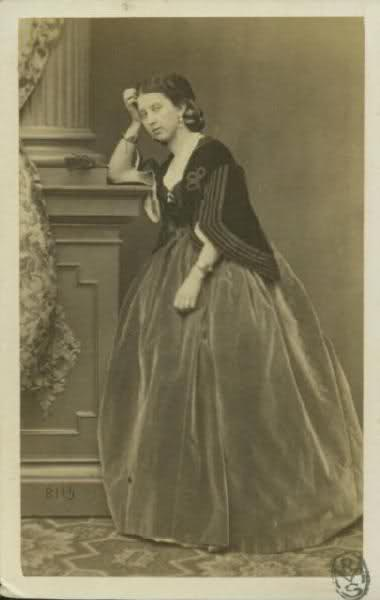
La Duchessa Litta Visconti Arese.

Sul processo pesa anche la presenza invisibile di re Umberto I di Savoia che, alla vigilia del processo, viene accusato di aver trasferito all'estero una somma notevole proveniente dalla Banca Romana a titolo non accertato, che sarebbe servita per mantenere la pletora di amanti che gli venivano attribuite, tra le quali la più nota, oltreché effettivamente amante, è la Duchessa Litta Visconti Arese. Naturalmente il nome dell'illustre sospettato non viene mai fatto al processo. Il pericolo che venga fuori anche solo incidentalmente, in sede di testimonianza o per illazioni della stampa sulle stesse, porta alla decisione di stralciare dagli atti qualsiasi riferimento a questa somma di danaro, il cui ammanco rimane alla lunga ingiustificato e sortisce proprio l'effetto di alimentare voci incontrollate che solo il potere di casa reale riesce ad insabbiare.

### Rocco de Zerbi

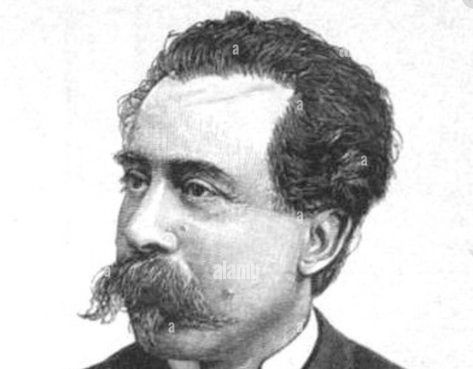
Rocco de Zerbi

Calabrese, garibaldino della prima ora e combattente in Sicilia, medaglia d'argento al valor militare nell'esercito italiano per la campagna contro il brigante Crocco Donatelli, de Zerbi è uno dei più famosi giornalisti italiani dell'epoca, fondatore nel 1868 del quotidiano il Piccolo di Napoli. Nel corso della sua carriera si è distinto per polemiche e campagne di stampa particolarmente forti. Conclusa la fase di unificazione si è progressivamente avvicinato alle posizioni risorgimentali della destra e le sostiene dai banchi della camera, dove viene eletto la prima volta nel 1874. Venne coinvolto nello scandalo nel 1893 con l'accusa di corruzione. L'ipotesi di reato è di aver accettato mezzo milione di lire (circa due milioni di euro del 2018) per vendere il proprio voto nella commissione parlamentare per l'esame del progetto di riforma bancaria (di cui è segretario) e per una campagna di stampa favorevole alla lobby che cerca di insabbiare il processo. Il 20 febbraio 1893, diciassette giorni dopo l'autorizzazione a procedere concessa dalla camera, e da lui stesso sollecitata, muore in circostanze misteriose, ufficialmente a causa di un infarto, secondo gli oppositori di Crispi e Giolitti avvelenato con arsenico per impedire che si presentasse a una convocazione del pubblico ministero, fissata ai primi di marzo.

### Il plico Giolitti

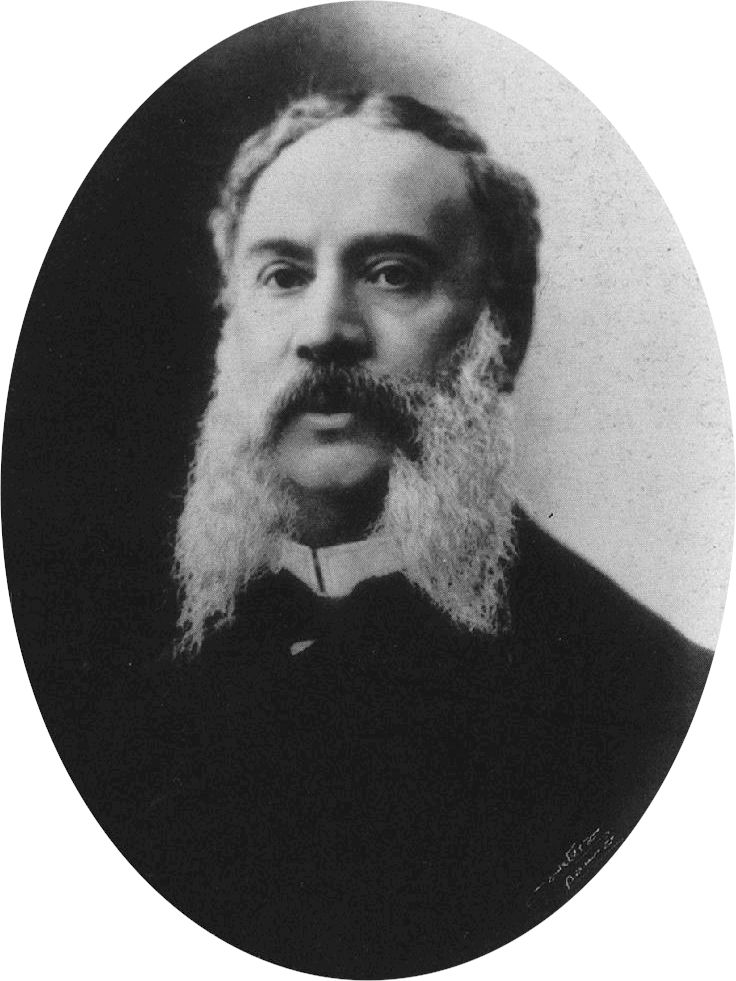
Giuseppe Biancheri, Presidente della Camera

Tra le morti eccellenti legate alla vicenda c'è anche quella di Achille Lanti, maggiordomo di casa Crispi e amante segreto di Lina Barbagallo, seconda moglie del presidente. Anche di Lanti la versione ufficiale della morte per cause naturali venne messa in dubbio quando suo figlio Alberto, rimasto senza nulla alla morte del padre, rivela di essere in possesso di centinaia di lettere compromettenti scritte dalla Barbagallo all'amante. Il giovane Lanti non ha intenzione di ricattare nessuno e, se le porta a Ernesta Foresti, una camiciaia fornitrice di casa Crispi, è solo per chiederle di farsi tramite con Pinelli, collaboratore di Crispi, per un impiego. Foresti, tuttavia, sa bene che difficilmente si riuscirà a ottenere qualcosa da chi ha interesse a distruggere le prove e a sua volta ne consegna solo una parte, vendendo le altre per 600 lire (che divide a metà con Lanti), a Ernesto Rossi, ex collaboratore del ministro Lacava licenziato dal ministero dell'agricoltura a causa dello scandalo. Raccolte in un plico sigillato vengono consegnate da Giolitti al Presidente della Camera nella seduta dell'11 dicembre 1894 con un gesto plateale (il pacco viene deposto sul banco dello stesso Presidente dopo un breve discorso pronunciato in piedi alle spalle del banco del governo).
(Giovanni Giolitti nella seduta della Camera dell'11 dicembre 1894.)

Giovanni Giolitti

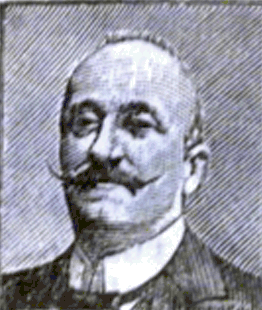
L'on. Giacinto Cibrario, presidente della commissione che esamina le carte del plico Giolitti

Il presidente, dopo aver rifiutato di riceverlo e proposto di chiuderlo nella cassaforte della Camera, pone in votazione alcune proposte al riguardo. Passa quella degli onorevoli Cavallotti e Coppino che conferisce ad una commissione di cinque parlamentari il compito di esaminarne il contenuto e riferire in aula, cosa che avviene due giorni dopo. Mentre Francesco e Lina Crispi querelano Giolitti per violazione del segreto epistolare e diffamazione l'on. Cibrario (che ha lavorato 26 ore di seguito coi quattro colleghi), ritiene che non si debba tener conto delle lettere private e che vadano pubblicati per la distribuzione ai deputati (e quindi per la relativa discussione parlamentare), solo i documenti di provenienza istituzionale (questura di Roma, banche e banchieri, parlamentari, etc). Crispi si associa alla proposta. La seduta si chiude alle 18 con la decisione di discutere il contenuto delle carte e decidere il da farsi non appena saranno rese disponibili, ma solo tre ore dopo il Re mette la parola fine alla vicenda chiudendo la II sessione della legislatura dopo sole undici sedute della Camera e nove del senato. Considerando le previste elezioni il Parlamento può tornare a riunirsi solo il 10 giugno 1895, quando del plico e del suo autore nessuno ormai parla più.

## Conseguenze

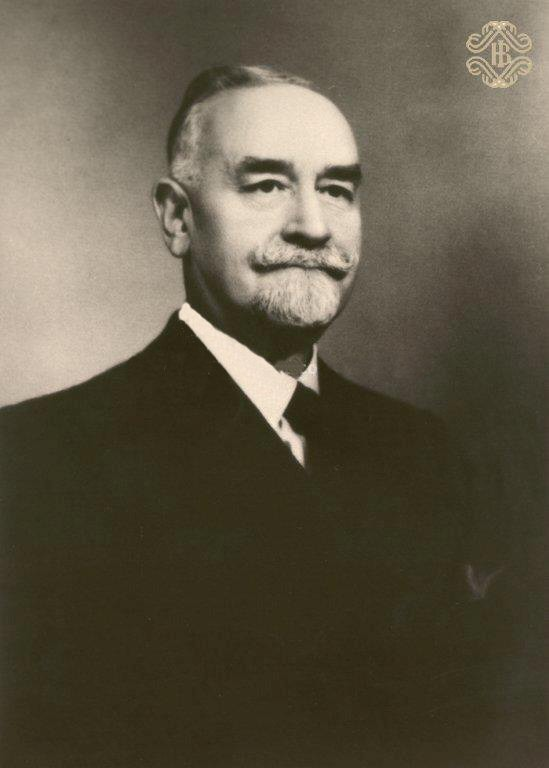
Niccolò Introna, il primo Ispettore della vigilanza sul Credito

La deflagrazione dello scandalo fa approvare in pochi mesi la più volte reiterata proposta di istituire una banca unica per l'emissione e la politica monetaria. Dal 20 dicembre 1892, giorno in cui l'on. Colajanni lo denuncia in parlamento, una parvenza di banca centrale viene istituita con la legge 10 agosto 1893, n. 449. Parvenza perché si tratta di una manovra politica che dà un colpo al cerchio e uno alla botte. La Banca d'Italia, infatti, non è ancora la banca delle banche, e nemmeno ha l'esclusiva della stampa delle banconote. Non ha poteri effettivi di politica economica e monetaria. L'emissione rimane anzi a "mezzadria" con Banco di Napoli e Banco di Sicilia e solo la legge bancaria del 1926, dopo oltre tre decenni e una buona serie di scandali, istituisce la vigilanza sul credito, la figura del Governatore con relativi poteri, e finalmente concentra l'emissione in un solo istituto, al quale viene conferita l'intera riserva aurea.
Sul piano politico la vittima eccellente è Giolitti. Se il processo ha assolto tutti gli imputati non ha certo rimosso i sospetti di coinvolgimento degli uomini politici. La sentenza è anzi un atto di accusa, perché Tanlongo e soci sono assolti per insufficienza di prove e nelle motivazioni la corte dà credito alla testimonianza dell'agente Montalto. La sottrazione dei documenti c'è stata, ma non è possibile risalire agli autori del reato. La crisi politica che scoppia dopo le assoluzioni porta alle dimissioni di Giolitti (15 dicembre 1893), e al ritorno di Crispi al governo. Il presidente dimissionario si rivale giocando la carta del plico, un tentativo che gli si ritorce contro costringendolo addirittura ad espatriare per le denunce di Crispi e della moglie e l'inchiesta sulle carte scomparse. Giolitti tornerà al governo dopo dieci anni di oblio politico.

## Citazioni e riferimenti
Lo scandalo della Banca Romana è stato ricostruito in due opere trasmesse dalla Rai.
- Lo scandalo della Banca Romana, sceneggiato televisivo in tre puntate trasmesso dalla Rete 2 tra il 10 e il 24 febbraio 1977, con la regia di Luigi Perelli e interpretato da Ivo Garrani.[56]
- Lo scandalo della Banca Romana, miniserie televisiva in due puntate trasmessa da Rai 1 il 17 e il 18 gennaio 2010, con la regia di Stefano Reali e interpretata da Giuseppe Fiorello, Lando Buzzanca e Andrea Osvárt.[57]